# Tomoda Kyōsuke

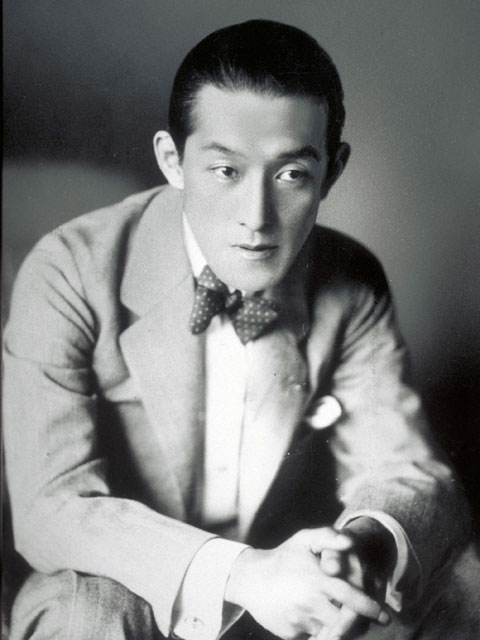
Kyōsuke Tomoda

Tomoda Kyōsuke (japanisch 友田 恭助, wirklicher Name: Tomoda Gorō, (友田 五郎); * 30. Oktober 1899 in Nihombashi, Tokio; † 6. Oktober 1937 in Wusong, Shanghai) war ein japanischer Schauspieler.
Tomoda studierte gemeinsam mit seiner Frau Tamura Akiko an der Schauspielschule von Kishida Kunio. Beide waren bis zu dessen Schließung am Shingeki-Theater Tsukiji Shōgekijō (築地小劇場) engagiert. 1932 gründeten sie das Theater Tsukiji-za, dem sich auch Sugimura Haruko und später Higashiyama Chieko anschlossen. Unterstützt wurde das Projekt von Kishida, Shishi Bunroku und  Kubota Mantarō. Werke aller drei Autoren kamen hier zur Uraufführung. Bis zur Auflösung 1936 brachte Tsukiji-za fast dreißig Produktionen auf die Bühne, darunter Stücke von Oyama Yūshi, Tanaka Chikao und Morimoto Kaoru. Tomoda fiel 1937 in China im Japanisch-Chinesischen Krieg.